# Mantidactylus
Mantidactylus és un gènere de granotes de la família Mantellidae que es troba només a les illes de Madagascar i Mayotte.

## Taxonomia
- Mantidactylus aerumnalis
- Mantidactylus aglavei
- Mantidactylus albofrenatus
- Mantidactylus albolineatus
- Mantidactylus alutus
- Mantidactylus ambohimitombi
- Mantidactylus ambohitra
- Mantidactylus ambreensis
- Mantidactylus argenteus
- Mantidactylus asper
- Mantidactylus bertini
- Mantidactylus betsileanus
- Mantidactylus bicalcaratus
- Mantidactylus biporus
- Mantidactylus blanci
- Mantidactylus blommersae
- Mantidactylus boulengeri
- Mantidactylus brevipalmatus
- Mantidactylus brunae
- Mantidactylus charlotteae
- Mantidactylus cornutus
- Mantidactylus corvus
- Mantidactylus curtus
- Mantidactylus decaryi
- Mantidactylus depressiceps
- Mantidactylus domerguei
- Mantidactylus eiselti
- Mantidactylus elegans
- Mantidactylus enki
- Mantidactylus femoralis
- Mantidactylus fimbriatus
- Mantidactylus flavobrunneus
- Mantidactylus grandidieri
- Mantidactylus grandisonae
- Mantidactylus granulatus
- Mantidactylus guibei
- Mantidactylus guttulatus
- Mantidactylus horridus
- Mantidactylus kathrinae
- Mantidactylus kely
- Mantidactylus klemmeri
- Mantidactylus leucocephalus
- Mantidactylus leucomaculatus
- Mantidactylus liber
- Mantidactylus lugubris
- Mantidactylus luteus
- Mantidactylus madecassus
- Mantidactylus madinika
- Mantidactylus majori
- Mantidactylus malagasius
- Mantidactylus massorum
- Mantidactylus melanopleura
- Mantidactylus microtis
- Mantidactylus microtympanum
- Mantidactylus mocquardi
- Mantidactylus moseri
- Mantidactylus opiparis
- Mantidactylus pauliani
- Mantidactylus peraccae
- Mantidactylus phantasticus
- Mantidactylus plicifer
- Mantidactylus pseudoasper
- Mantidactylus pulcher
- Mantidactylus punctatus
- Mantidactylus redimitus
- Mantidactylus rivicola
- Mantidactylus salegy
- Mantidactylus sarotra
- Mantidactylus schilfi
- Mantidactylus sculpturatus
- Mantidactylus silvanus
- Mantidactylus spiniferus
- Mantidactylus striatus
- Mantidactylus tandroka
- Mantidactylus thelenae
- Mantidactylus tornieri
- Mantidactylus tricinctus
- Mantidactylus tschenki
- Mantidactylus ulcerosus
- Mantidactylus ventrimaculatus
- Mantidactylus webbi
- Mantidactylus wittei
- Mantidactylus zavona
- Mantidactylus zipperi
- Mantidactylus zolitschka